# Суниат
Суниат или Сунйатон — знатный карфагенянин, живший в IV в. до н. э.
Второе возвышение Магонидов оказалось недолговечным: после самоубийства Гимилькона из-за разгрома его армии в Сицилии к власти потомки Магона более не допускались. Однако раздоры среди карфагенской аристократии не прекращались.
По всей видимости, до возвышения Ганнона Великого I именно Суниат занимал первое первое место в карфагенском правительстве. Историк Юстин называет Суниата «влиятельнейшим человеком у пунийцев.»
В 368 г. до н. э. началось очередное военное столкновение Карфагена с Сиракузами. Командующим пунической армии был назначен Ганнон.
Суниат отправил сиракузскому тирану Дионисию послание, в котором сообщал о приближении карфагенского войска и бездеятельности его командира. Дионисий воспользовался полученными сведениями и овладел рядом находящихся под властью Карфагена сицилийских городов, в том числе Селинунтом, а также осадил Лилибей.
О предательстве Суниата стало известно, и он был осуждён. Также был издан специальный закон, чтобы «впредь ни один карфагенянин не учился ни писать, ни говорить по-гречески, дабы никто не мог ни разговаривать с врагом без переводчика, ни вести с ним переписку».